# José Cervera

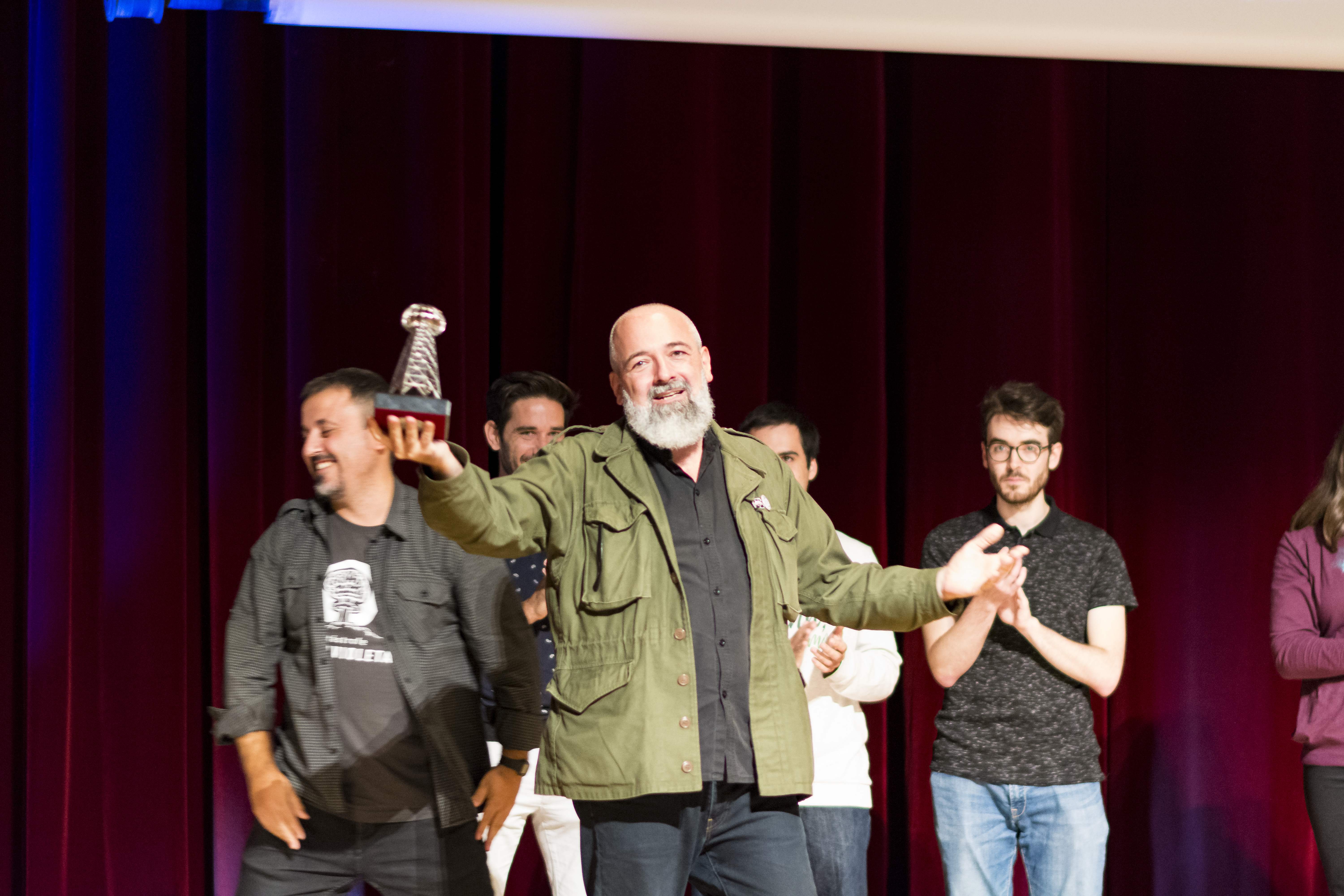
Recogida del Premio Tesla otorgado por Naukas a Pepe Cervera en la edición del año 2017.

José Cervera (Getafe, 4 de agosto de 1964 – Madrid, 29 de septiembre de 2018), popularmente conocido como Pepe Cervera, fue un periodista, biólogo y divulgador científico y tecnológico español. En 2017, recibió en el Evento Naukas de Bilbao el Premio Tesla de Divulgación Científica, en reconocimiento a su labor durante varias décadas.

## Trayectoria
Cervera se licenció en Biología y se especializó en Paleontología en la Universidad Complutense de Madrid en 1987 y trabajó durante varios años como paleontólogo en el proyecto de la Sierra de Atapuerca. Sin embargo, en 1995 recondujo su carrera científica hacia la periodística, y tras cursar el máster de periodismo de la Universidad Autónoma de Madrid y El País empezó a trabajar como redactor para el diario económico Cinco Días, donde cubría el incipiente sector de Internet y telecomunicaciones.
En 1999, en plena burbuja de las puntocom, Cervera fundó el portal Baquía, un medio especializado en noticias tecnológicas y de internet, que dirigió hasta finales de 2001. Posteriormente, montó la primera página web del diario gratuito 20 minutos, con la primera licencia copyleft en un medio informativo comercial. En 2003, creó inicialmente para El Mundo un blog sobre ciencia y tecnología llamado Retiario, que luego llevó a 20 minutos (2005), RTVE (2009) y, desde 2017, a Eldiario.es.
En el ámbito académico, Cervera fue profesor asociado de la Facultad de Ciencias de la Comunicación de la Universidad Rey Juan Carlos, donde impartía asignaturas relacionadas con el periodismo digital, como Tecnología Multimedia. Además, publicó columnas sobre ciencia y tecnología en revistas impresas y digitales como Quo o Muy Interesante, así como en los diarios ABC, El Mundo, El País o El Confidencial.
Como divulgador, colaboró con diversos programas de Canal Satélite Digital, Radio Nacional de España y fue habitual en el programa de divulgación científica y humor Órbita Laika, emitido desde 2014 en La 2, y cuya sección trataba sobre una reflexión científica. Además, fue ponente en diversas ediciones del Congreso Naukas de Bilbao así como fundador y miembro del consejo organizador del Congreso de Periodismo Digital de Huesca.

## Reconocimientos
En 2017, junto a Daniel Torregrosa y Almudena Martín Castro, Cervera recibió en el festival Naukas el Premio Tesla de Divulgación Científica, en reconocimiento a su labor durante varias décadas.
La asociación Círculo Escéptico creó en su honor un nuevo premio al fomento del pensamiento crítico en medios de comunicación digitales

## Libros
- Arsuaga, Juan Luis; Cervera, José (2000). Explorando el mundo de Atapuerca. Madrid: Madrid Scientific films. ISBN 84-931268-0-2. Consultado el 18 de julio de 2020.
- 1998 – Atapuerca. Un millón de años de historia. Cervera, J.; Arsuaga, J. L.; Bermúdez de Castro, J. M.; Carbonell, E. y Trueba, J. Plot Ediciones y Editorial Complutense. ISBN 978-84-7491-629-4.

- 1993 – Ibeas, Atapuerca: primeros pobladores. José Cervera y otros. ACAHIA. ISBN 84-7239-260-0.